# J'Adoube
J'Adoube (em francês, eu arrumo, eu endireito) é um termo que pode ser utilizado por um dos enxadristas para indicar que tocará nas suas peças e/ou nas do adversário, para bem posicioná-las em suas casas, não infringindo a Regra da Peça Tocada. Na atualidade, com a hegemonia lingüística que vem demonstrando a língua inglesa, vem se firmando o uso de I Adjust em substituição ao termo francês e com o mesmo significado.